# Adams (Oregón)
Adams es una ciudad ubicada en el condado de Umatilla en el estado estadounidense de Oregón. En el año 2000 tenía una población de 297 habitantes y una densidad poblacional de 337 personas por km².

## Demografía
Según la Oficina del Censo en 2000 los ingresos medios por hogar en la localidad eran de $42,500, y los ingresos medios por familia eran $45,556. Los hombres tenían unos ingresos medios de $33,750 frente a los $21,538 para las mujeres. La renta per cápita para la localidad era de $14,974. Alrededor del 6.4% de la población estaban por debajo del umbral de pobreza.